# Malkera
Malkera é uma vila no distrito de Dhanbad, no estado indiano de Jharkhand.

## Geografia
Malkera está localizada a 23° 47′ N, 86° 18′ L. Tem uma altitude média de 183 metros (600 pés).

## Demografia
Segundo o censo de 2001, Malkera tinha uma população de 9804 habitantes. Os indivíduos do sexo masculino constituem 54% da população e os do sexo feminino 46%. Malkera tem uma taxa de literacia de 64%, superior à média nacional de 59,5%: a literacia no sexo masculino é de 75% e no sexo feminino é de 52%. Em Malkera, 14% da população está abaixo dos 6 anos de idade.